# ترک‌اوغلی
ترک‌اوغلی (به ترکی استانبولی: Türkoğlu) شهری است در کشور ترکیه که در استان قهرمان مرعش واقع شده‌است. جمعیت این شهر بر اساس سرشماری سال ۲۰۰۸ میلادی ۱۳٬۹۳۳ نفر و بر اساس برآوردهای سال ۲۰۰۹ میلادی ۱۴٬۰۴۴ نفر می‌باشد.